# Постоянная Стефана — Больцмана
Постоя́нная Сте́фана — Бо́льцмана (также постоянная Стефана), физическая постоянная, являющаяся коэффициентом пропорциональности в законе Стефана — Больцмана: полная энергия, излучаемая единицей площади поверхности абсолютно чёрного тела за единицу времени, пропорциональна четвёртой степени термодинамической температуры. Обычно обозначается греческой буквой {\displaystyle \sigma }.
Значение постоянной Стефана — Больцмана, рекомендованное CODATA в 2014 году, в единицах Международной системы единиц (СИ) составляет
{\displaystyle \sigma =5{,}670367(13)\times 10^{-8}} Вт·м−2·К−4.
В единицах СГС:
{\displaystyle \sigma =5{,}670367(13)\times 10^{-5}} эрг·с−1·см−2·К−4.
Простое мнемоническое правило для запоминания приближённого значения постоянной Стефана — Больцмана в СИ: думать «5-6-7-8» и не забыть знак минус перед последней восьмёркой.
Значение постоянной Стефана — Больцмана может быть выведено из фундаментальных физических констант, а также определено экспериментально (подробнее см. закон Стефана — Больцмана). Она может быть определена через постоянную Больцмана следующим образом:
{\displaystyle \sigma ={\frac {2\pi ^{5}k^{4}}{15h^{3}c^{2}}}={\frac {\pi ^{2}k^{4}}{60\hbar ^{3}c^{2}}}=5{,}670367(13)\cdot 10^{-8}} Дж·с−1·м−2·К−4,
где:
k — постоянная Больцмана;
h — постоянная Планка;
ħ — приведённая постоянная Планка;
с — скорость света в вакууме.
Рекомендованное значение CODATA 2014 года рассчитывается из измеренного значения газовой постоянной:
{\displaystyle \sigma ={\frac {2\pi ^{5}R^{4}}{15h^{3}c^{2}N_{\text{A}}^{4}}}={\frac {32\pi ^{5}hR^{4}R_{\infty }^{4}}{15A_{\text{r}}(\mathrm {e} )^{4}M_{\text{u}}^{4}c^{6}\alpha ^{8}}},}
где:
R — универсальная газовая постоянная;
NA — число Авогадро;
R∞ — постоянная Ридберга;
Ar(e) — «относительная атомная масса» электрона;
Mu — молярная массовая постоянная (1 г/моль по определению);
α — постоянная тонкой структуры.
Связанная константа — постоянная излучения (или постоянная плотности излучения) a, которая определяется по формуле
{\displaystyle a={\frac {4\sigma }{c}}=7{,}5657\times 10^{-15}} эрг·см−3·К−4 {\displaystyle =7{,}5657\times 10^{-16}} Дж·м−3·К−4.